# Isabellatörnskata
Isabellatörnskata (Lanius isabellinus) är en fågel i familjen törnskator (Laniidae). Den häckar huvudsakligen i Mongoliet och västra Kinas högslätter. Vintertid flyttar den till delar av södra Asien och östra Afrika. Den påträffas tillfälligt i västra Europa, framför allt under hösten. Arten är mycket nära släkt med de likaledes asiatiska arterna turkestantörnskata (L. phoenicuroides) och brun törnskata (L. cristatus), men även med den europeiska törnskatan (L. collurio). Det globala beståndet anses vara livskraftigt.

## Utseende
Isabellatörnskatan är lik törnskatan, speciellt i juvenil och första vinterdräkt. Den mäter 16,5-18 cm och har marginellt längre stjärt än törnskatan. I alla dräkter skiljer den sig från törnskatan med sin roströda stjärtovansida. Ryggen är ljus i varmt sandfärgat grå och bröstet är ljust beigefärgat. Adult hane har mörk ansiktsmask, mättat beigefärgat bröst, mörka vingpennor och en liten ljus handbasfläck. Honan har samma dräkt men mindre distinkt, saknar handbasfläcken och har fin vattring på bröstet. I första vinterdräkt saknas den mörka ansiktsmasken, vingpennorna är ljusare och bröstet är vattrat.
Isabellatörnskata är mycket lik turkestantörnskatan, men denna är i handräkt mörkare och mattare gråbrun ovan samt mycket vitare under. Den har också ett rent vitt och tydligt ögonbrynsstreck och framtill bredare ansiktsmask. Hon- och ungfåglar är i genomsnitt vitare under med tydligare tvärvattring.

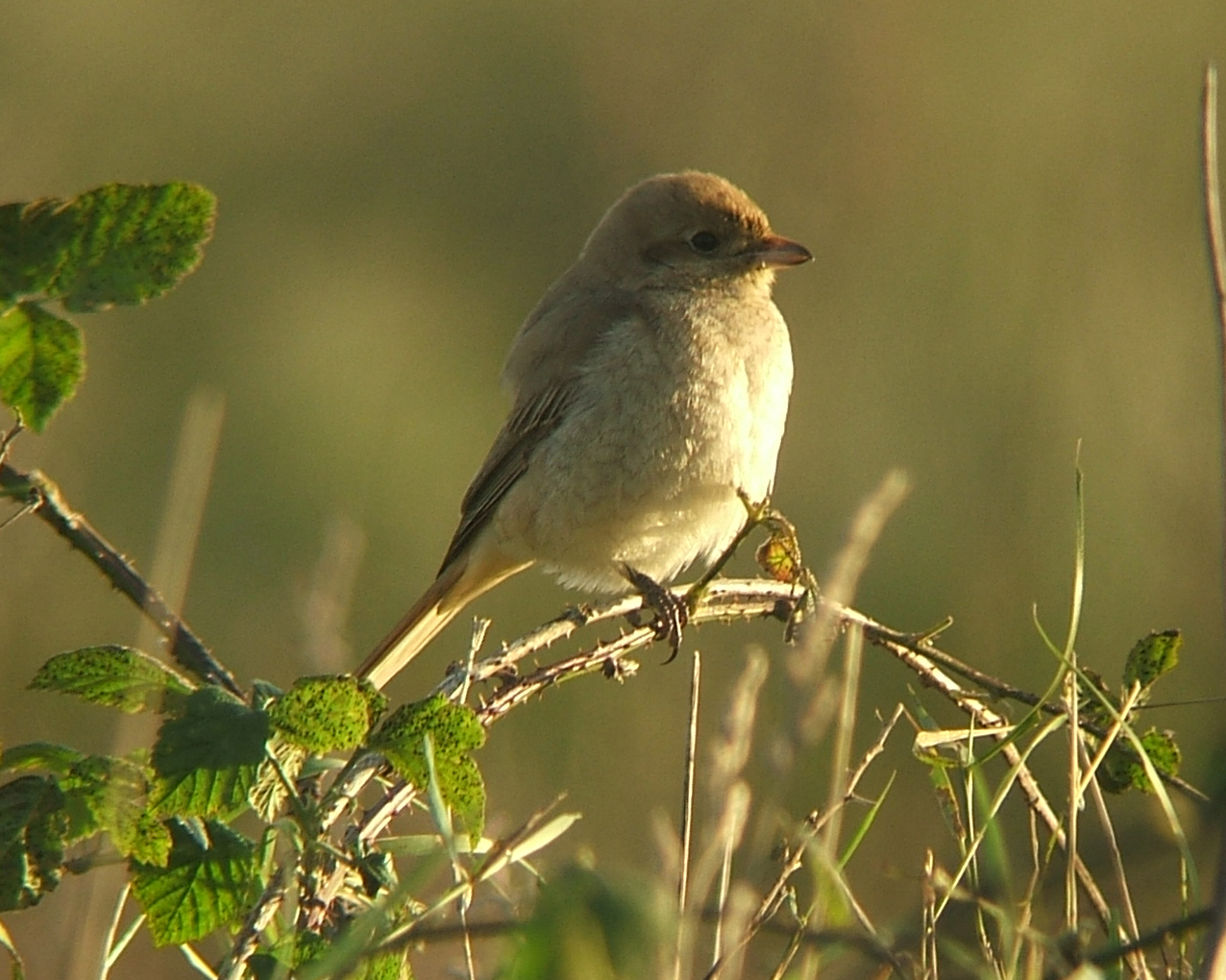
Juvenil fotograferad i Northumberland, UK hösten 2006.

## Läte
Isabellatörnskatans läten och sång antas vara mycket lika turkestantörnskatans, men inga jämförande studier har gjorts.

## Utbredning och systematik
Isabellatörnskatan har sitt häckningsområde från Sydöstra Altaj och södra Sibirien och österut genom norra Kina till nordöstra Mongoliet. Den är en flyttfågel som har sina vinterkvarter i ett område som sträcker sig från nordvästra Indien, Pakistan och västerut till östra och centrala Afrika. Dess systematik var länge outredd och har genom historien förändrats på flera olika sätt. Isabellatörnskatan är närbesläktad med brun törnskata, törnskata och turkestantörnskata och tillsammans bildar de en så kallad "superart" (artgrupp) och har historiskt även behandlats som samma art. Ett större antal populationer, färgvarianter och hybridpopulationer av isabellatörnskatan har namngetts och övergivits medan andra taxa har genomgått namnbyten. Idag råder konsensus bland världens taxonomiska auktoriteter att isabellatörnskatan utgör en egen art, skild från turkestantörnskatan. Den delas in i följande tre underarter, enligt Clements et al fördelade i två grupper:
isabellinus-gruppen ("daurisk")
- Lanius isabellinus isabellinus – häckar i sydöstra Altaj, främst på högslätter i Mongoliet och i angränsade områden i södra Sibirien och norra centrala Kina ; övervintrar i Indien och i östra och centrala Afrika.

arenarius/tsaidamensis-gruppen ("kinesisk")
- Lanius isabellinus arenarius – häckar i provinsen Xinjiang i nordvästra Kina ; övervintrar i Iran, Pakistan och nordvästra Indien.
- Lanius isabellinus tsaidamensis – häckar i provinsen Qinghai i norra centrala Kina; övervintringsområdet är okänt.

### Hybridisering
Det finns inga dokumenterade fall av hybridisering mellan isabellatörnskata och turkestantörnskata. Det är inte ens säkert att deras båda häckningsområden möter varandra, och om så är fallet så antas detta ske i en smal zon söder om Altajbergen i området Dzungariet i nordvästra Kina. Dock hybridiserar båda dessa arter med törnskata (Lanius collurio). Detta sker i Kazakstan och Iran för phoenicuroides del, och i ett begränsat område i Altaj och i nordvästra Mongoliet för isabellinus. Enligt Lefranc & Worfolk (1997) förekommer det också ett sannolikt fall av hybridisering mellan isabellinus och nominatformen av brun törnskata (Lanius cristatus).

### Förekomst i Sverige och övriga Europa
Observationer av isabellatörnskatan i västra Europa är sällsynta och förekommer främst under hösten. Eftersom arten nyligen delats upp i två arter är det idag i flera fall omöjligt att veta om dessa observationer rörde isabellatörnskata eller turkestantörnskata. Fem säkra fynd av isabellatörnskata föreligger, med det första på Stora Fjäderägg i Västerbotten 19–21/10 1997. Ytterligare 14 fynd har inte med säkerhet artbestämts.

## Ekologi
Isabellatörnskatan äter större insekter, småfåglar, sorkar och ödlor. Arten häckar i öppna biotoper, företrädesvis med inslag av törnbuskar.

### Häckning

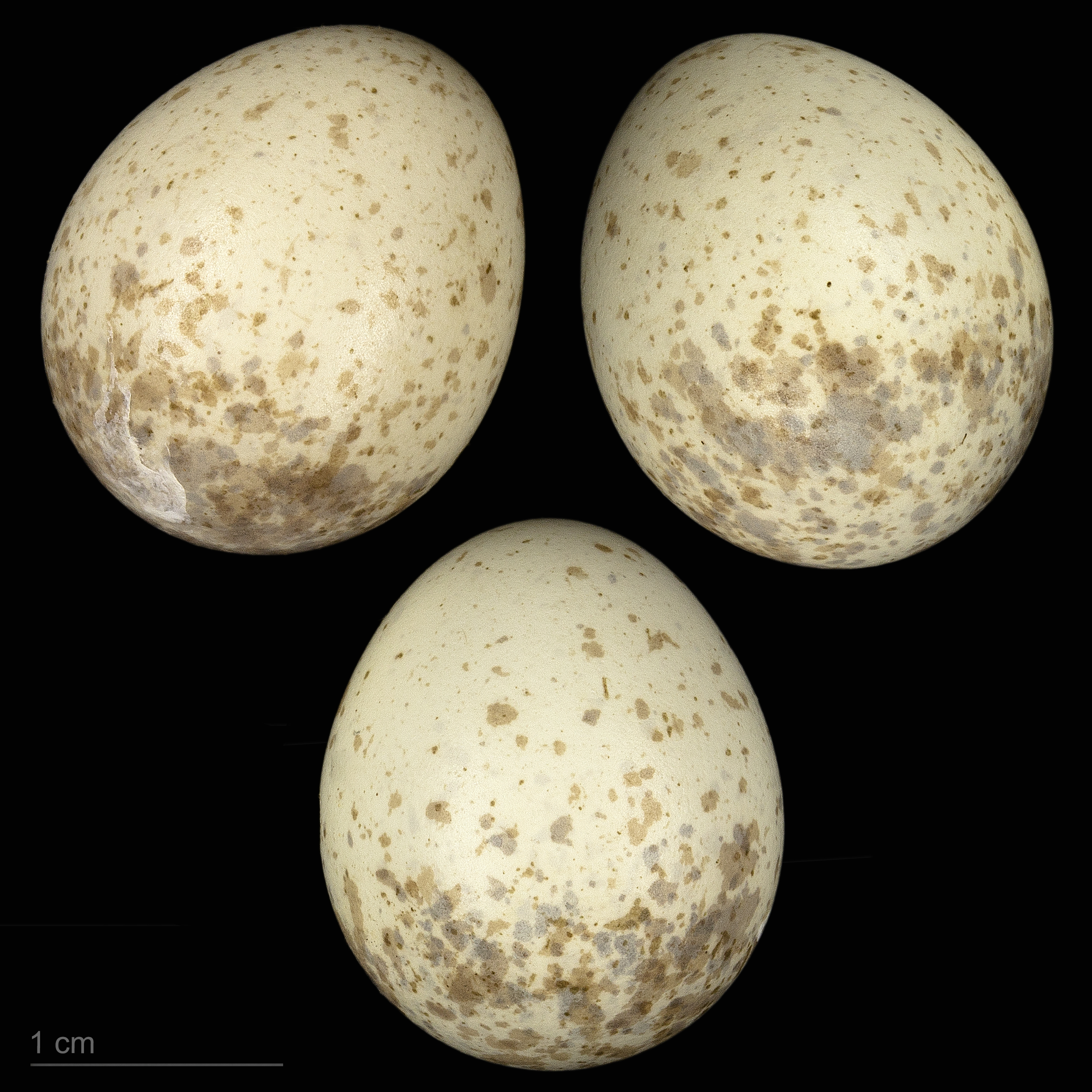
Lanius isabellinus phoenicuroides

Arten häckar mellan april och augusti i västra Kina. Parningen inleds vanligen med höga ljud från hanen, ofta med efterföljande glidande spelflykt mellan konkurrerande hanar. Hanen spelflyger även för honan, men kan också ses sitta hukande med rest och utbredd stjärt. Hanen väljer boplatsen, 0,3–3 meter ovan mark i en buske, exempelvis Tamarix ramosissima, Elaeagnus angustifolia eller Populus euphratica. I det djupt skålformade boet av kvistar, bark, rötter, löv och gräs lägger honan fyra till sex ljust blågröna ägg med ljusbruna fläckar. Endast honan ruvar och matas då av hanen. Äggen kläcks efter 15–16 dagar och efter ytterligare tolv till 15 dagar är ungarna flygga, men fortsätter matas av föräldrarna i ytterligare en månad. Arten boparasititeras av gök i Kina.

## Status och hot
Arten har ett stort utbredningsområde och det finns inga tecken på vare sig några substantiella hot eller att populationen minskar. Utifrån dessa kriterier kategoriserar IUCN arten som livskraftig (LC).

## Namn
Artens svenska och vetenskapliga namn syftar på färgnyansen isabell, gulvitt till smutsgult. Färgen sägs ha fått sitt namn efter den spanska prinsessan Isabella, Filip II:s dotter. Då Isabellas gemål ärkehertig  Albrekt av Österrike belägrade Ostende, ska hon ha lovat att inte byta linne förrän staden hade intagits. Då belägringen varade tre år (1601-1604) antog linnet under tiden den smutsgula färg som betecknas som isabellfärg. Samma historia berättas om drottning Isabella I av Kastilien vid Granadas belägring 1492. Benämningen är känd i svenskan sedan 1637.